# Naruto: Clash of Ninja
 (septembre 2017).
Si vous disposez d'ouvrages ou d'articles de référence ou si vous connaissez des sites web de qualité traitant du thème abordé ici, merci de compléter l'article en donnant les références utiles à sa vérifiabilité et en les liant à la section « Notes et références ».
Naruto: Clash of Ninja (connu au Japon sous le nom de Naruto Gekitō Ninja Taisen!) est un jeu vidéo de combat, opposant deux joueurs, développé par Eighting, sorti sur Gamecube en 2003 au Japon, en 2006 aux États-Unis.. Ce jeu met en scène les personnages de la série Naruto. Différents modes de jeu sont disponibles, comme le mode Solo, le mode Versus, le mode Arcade, et le mode Histoire...

## Scénario
Le jeu reprend l'histoire de la série Naruto. Le joueur est invité à rejouer les combats qui ont marqué les aventures des habitants de Konoha au travers de plusieurs arcs de la série.
On retrouve principalement certains combats de l'arc au pays des vagues, et ceux de l'examen Chuunin.

## Système de jeu
Le jeu reprend les bases d'un jeu de combat traditionnel. Les personnages peuvent  se lancer des projectiles, tels des shurikens ou des kunaïs en utilisant le bouton A.
Les coups plus simples s'effectuent, quant à eux grâce au bouton B.
Il est également possible de projeter son adversaire en utilisant des prises grâce au bouton Y.
Les coups s'enchaînent et peuvent donner lieu à des combos ou autres enchaînements plus ou moins complexes à effectuer.
Il est aussi à noter que chaque joueur dispose d'une jauge de chakra visible en bas de l'écran, celle-ci se remplit au fur et à mesure que des coups sont portés ou reçus dans le combat par le joueur. Une fois cette barre de chakra pleine, le ninja combattant peut lancer son attaque spéciale, en pressant X.

## Modes de jeu
Une fois de plus, on retrouve les modes habituels aux jeux de combat.
Le Time Trial dans lequel le joueur devra vaincre un certain nombre d'adversaires dans le laps de temps le plus court possible.
Le Survival, où le joueur affronte un à un les différents protagonistes du jeu, en étant seulement un peu régéné entre chaque combat, le but étant comme son nom l'indique de tenir contre le plus d'adversaire possible.
D'autres modes sont quant à eux plus spécifiques comme le mode Oboro.
Dans le mode Oboro, il s'agit d'affronter un certain nombre d'adversaires.
Les ennemis arrivent par vagues de multiples de 7 et se retrouvent de plus en plus nombreux sur le terrain, augmentant ainsi la difficulté au gré des niveaux.
Ce mode reprend la scène dans la forêt de la mort durant laquelle Naruto et ses amis sont piégés par trois ninjas qui mettent en place des clones pour tenter de vaincre l'équipe.

## Personnages jouables
Voici la liste des 13 personnages jouables dans le jeu :
- Naruto
- Sasuke
- Sakura
- Kakashi
- Rock Lee
- Iruka
- Zabuza
- Haku
- Kyûbi Naruto
- Kakashi avec le sharingan

Il faut cependant savoir que seuls quelques personnages sont disponibles au début du jeu, les autres devront se débloquer en accomplissant les différents modes du jeu.

## Les niveaux du jeu
Voici la liste des 8 niveaux de jeu disponibles :
- Ichiraku Ramen Shop
- Village Hidden in the Leaves - Gate
- Amid Toads
- Academy Schoolyard
- Academy Rooftop
- The Forest of Death
- The Great Naruto Bridge - Stage One (Clear)
- The Great Naruto Bridge - Stage Two (Mist)

## À noter

### Critique(s) de Presse
Le jeu a été très bien reçu aux États-Unis, Nintendojo.com a écrit que, bien que le jeu ne fût pas une révolution, Naruto: Clash of Ninja est un jeu moins complexe et auquel on rejoue plus souvent que d'autres jeux de combats. (citation exacte : It may not be groundbreaking, but Clash of Ninja is a great pick-up-and-play title in a genre that is becoming overly complex.)

### La série Clash of Ninja
Le nom Naruto: Gekitō Ninja Taisen (ou Clash of Ninja) désigne aussi le nom d'une série de six jeux GameCube et Wii (5 basé sur Naruto old-gen et 1 sur Naruto next-gen, c'est-à-dire Shippūden) dont cinq sont sortis au Japon contre respectivement, quatre et trois pour l'Amérique du Nord et l'Europe :
 Cinq jeux de la série sont sortis au Japon :
- Naruto: Gekitō Ninja Taisen! (2003) – GameCube
- Naruto Gekitō Ninja Taisen! 2 (2003) – GameCube
- Naruto: Gekitō Ninja Taisen! 3 (2004) – GameCube
- Naruto: Gekitō Ninja Taisen! 4 (2005) – GameCube
- Naruto Shippûden Gekitô Ninja Taisen! EX (2007) - Nintendo Wii

 Deux jeux de la série sont déjà sortis en Amérique du Nord et un jeu sortira cet hiver :
- Naruto: Clash of Ninja (version américaine de Naruto Gekitō Ninja Taisen!) (2006) – GameCube
- Naruto: Clash of Ninja 2 (version américaine de Naruto Gekitō Ninja Taisen! 2) (2006) – GameCube
- Naruto: Clash of Ninja Revolution (2007) - Nintendo Wii

 Un seul jeu de la série est sorti en Europe :
- Naruto: Clash of Ninja European Version (version européenne de Naruto Gekitō Ninja Taisen! 2) (2006) – GameCube

### Version européenne?
Il n'existe pas de version européenne du jeu Naruto: Clash of Ninja premier du nom. Cependant, la série Clash of Ninja a bien fait son apparition en Europe le 24 novembre 2006 avec le jeu Naruto: Clash of Ninja European Version. Celui-ci correspond en fait au deuxième épisode de la série : Naruto: Gekitō Ninja Taisen! 2 ou Naruto: Clash Of Ninja 2. Le numéro "2" a d'ailleurs disparu pour être remplacé par la mention "European Version" (version européenne) afin de correspondre au fait qu'il est le premier de la série sortie sur le territoire européen.